# Urze-rasteira
A urze-rasteira é uma planta da família Ericaceae, espécie endémica da ilha da Madeira, Açores e Canárias com a denominação científica de Erica maderensis.
Apresenta-se como um arbusto muito ramificado com até 80 centímetros de altura, perenifólio, geralmente prostrado com caules lenhosos e rebentos pubescentes. Folhas lineares, de 5 a 9 milímetros, verticiladas.
As flores desta planta apresentam corola rosada, oblonga, campanulada, com 5 milímetros, dispostas em cachos laterais ou terminais.
Trata-se de uma espécie endémica na ilha da Madeira, às zonas expostas nas maiores altitudes.
Esta planta apresenta floração entre Maio e Setembro.
A autoridade da espécie é (Benth.) Bornm., tendo sido publicada em Botanische Jahrbücher für Systematik, Pflanzengeschichte und Pflanzengeographie 32: 458., no ano de 1903.